# لردی
لردی(به انگلیسی: Lordi) نام یک گروه هارد راک فنلاندی است که در سال ۱۹۹۶ توسط تومی پتری پوتانسو(به فنلاندی: Tomi Petteri Putaansuu) معروف به آقای لُردی بنیان گذارده شد.
آن‌ها بیشتر به‌خاطر آرایش و گریم‌های سنگین‌شان که به شکل موجودات خیالی و هیولا است مورد توجه بوده‌اند.
لردی در سال ۲۰۰۶ موفق شد در پنجاه و یکمین دوره مسابقهٔ یوروویژن که در یونان برگزار شد، با کسب ۲۹۲ امتیاز، اولین گروه برنده از کشور فنلاند در طول تاریخ برگزاری رقابت‌های یوروویژن باشد.
آن‌ها در همان سال در مراسم جوایز موسیقی ام‌تی‌وی اروپا که در کپنهاک برگزار شد نیز حضور داشتند. جایی که آقای لردی نامزدهای موسیقی راک را معرفی کرد و گروه، تک‌آهنگ معروف «هارد راک هله‌لویا» را اجرا کردند.
لردی در فستیوال آزفست (۲۰۰۷) و در شب هالووین، در کنار تایپ او نگاتیو و توین متد روی سن اصلی برنامه اجرا کردند.
در سال ۲۰۰۸ اعضای گروه در فیلمی به‌نام Dark Floors به کارگردانی پتر ریسکی ظاهر شدند. فیلم که محصول کشور فنلاند است، در ژانر وحشت ساخته شده و اعضای لردی با گریم‌های خودشان و در نقش هیولاهای فیلم بازی کردند.